# Benz 27/70 PS
Der Benz 27/70 PS war der Nachfolger des vierzylindrigen Benz 33/75 PS.
Der Wagen war mit einem Sechszylinder-Reihenmotor mit 7065 cm³ Hubraum ausgestattet, der 70 PS (51 kW) bei 1550 min−1 entwickelte. Die Motorkraft wurde an über eine Lederkonuskupplung an ein Vierganggetriebe weitergeleitet und von dort über eine Kardanwelle an die Hinterräder. Die Höchstgeschwindigkeit lag bei 95 km/h, der Benzinverbrauch bei 28 l / 100 km.
Die Fahrzeuge waren nach wie vor mit Holz- oder Drahtspeichenrädern und blattgefederten Starrachsen ausgestattet.

## Quelle
- Werner Oswald: Mercedes-Benz Personenwagen 1886–1986. 4. Auflage. Motorbuch Verlag Stuttgart (1987). ISBN 3-613-01133-6, S. 58–59